# Zubovskya mongolica
Zubovskya mongolica är en insektsart som beskrevs av Sergey Storozhenko 1986. Zubovskya mongolica ingår i släktet Zubovskya och familjen gräshoppor. Inga underarter finns listade i Catalogue of Life.